# Von Döbeln
von Döbeln är en svensk adelsätt som härstammar från Pommern. Före adlandet år 1717 var släktens namn Döbelius. Ätten introducerades på Sveriges Riddarhus år 1719 som adliga ätten nummer 1519. 
En gren upphöjdes 1809 i friherrlig värdighet (nummer 335) med Georg Carl von Döbeln, men utgick med hans son Napoleon von Döbeln 1847.
Ättens äldste kände stamfader är borgaren och handelsmannen i Greifswald, Johann Döbel. Hans sonsons son, medicine doktorn, professorn och stadsfysikusen i Rostock, Johannes Jacobus Döbelius (död 1684), ska den 6 december 1681 ha upphöjts i tysk-romerskt riksadligt stånd. Dennes son, medicine doktorn och professorn i medicin vid Universitetet i Lund, Johan Jacob Döbelius (1674–1743), inflyttade 1696  till Sverige och adlades 1717 21/1 i Lund av konung Karl XII med namnet von Döbeln. Han introducerades 1719 under nuvarande nr 1519. 
Generalmajoren och sekundchefen vid Nylands infanteriregemente sedermera generallöjtnanten Georg Carl von Döbeln (1758–1820), upphöjdes i friherrlig värdighet enligt 1809 års regeringsform, innebärande att endast huvudmannen innehar friherrlig värdighet, den 29 juni 1809 på Stockholms slott av konung Karl XIII och introducerades den 13 september 1810 under nr 335. Ätten utgick den 14 oktober 1847 med hans son kapten Napoleon von Döbeln.
Enligt offentlig statistik tillgänglig i december 2018 var 26 personer med efternamnet von Döbeln bosatta i Sverige.

## Medlemmar av släkten

### Alfabetiskt ordnade
- Johan Jacob Döbelius (1674–1743), professor i medicin, upptäckare av Ramlösa hälsobrunn
- Georg von Döbeln (1904–1995), överste
- Georg Carl von Döbeln (1758–1820), friherre, generallöjtnant och krigshjälte, känd från Runebergs dikt Döbeln vid Jutas
- Johan Vilhelm von Döbeln (1785–1846), professor vid Karolinska institutet
- Wilhelm von Döbeln, flera personer
  - Wilhelm von Döbeln (läkare) (1912-1995), flygläkare, biträdande professor
  - Wilhelm von Döbeln (militär) (1789–1813),  major, fallen i slaget vid Leipzig

### Kronologiskt ordnade
- Johan Jacob Döbelius (1674–1743),  professor i medicin vid Lunds universitet, upptäckare av Ramlösa hälsobrunn
- Georg Carl von Döbeln (1758–1820), friherre, generallöjtnant och krigshjälte från finska kriget, känd från Runebergs dikt Döbeln vid Jutas
- Johan Vilhelm von Döbeln (1785–1846), professor vid Karolinska institutet
- Wilhelm von Döbeln (militär) (1789–1813),  major, fallen i slaget vid Leipzig
- Georg von Döbeln (1904–1995), överste
- Wilhelm von Döbeln (läkare) (1912-1995), flygläkare, biträdande professor